# دیل بگ-اسمیت
دیل بگ-اسمیت (انگلیسی: Dale Begg-Smith؛ زادهٔ ۱۸ ژانویهٔ ۱۹۸۵) اسکی‌باز نمایشی اهل استرالیا است.
وی در مسابقات کشوری و بین‌المللی در مجموع برندهٔ ۲ مدال طلا، ۲ مدال نقره، ۱ مدال برنز شده‌است.